# Vilanava d'Ornon
Vilanava d'Ornon (en francès Villenave-d'Ornon) és un municipi francès situat al departament de la Gironda i a la regió de la Nova Aquitània. L'any 1999 tenia 27.500 habitants.

## Demografia
| Evolució de la població Ehess i INSEE |       |       |       |       |       |       |       |       |
| 1793                                  | 1800  | 1806  | 1821  | 1831  | 1836  | 1841  | 1846  | 1851  |
| 1 400                                 | 1 231 | 1 295 | 1 324 | 1 377 | 1 318 | 1 535 | 1 622 | 1 779 |

| 1856  | 1861  | 1866  | 1872  | 1876  | 1881  | 1886  | 1891  | 1896  |
| ----- | ----- | ----- | ----- | ----- | ----- | ----- | ----- | ----- |
| 1 991 | 2 161 | 2 276 | 2 200 | 2 408 | 2 733 | 3 075 | 3 143 | 3 316 |

| 1901  | 1906  | 1911  | 1921  | 1926  | 1931  | 1936  | 1946  | 1954  |
| ----- | ----- | ----- | ----- | ----- | ----- | ----- | ----- | ----- |
| 3 335 | 3 635 | 4 020 | 4 507 | 5 416 | 6 215 | 6 764 | 8 766 | 9 989 |

| 1962   | 1968   | 1975   | 1982   | 1990   | 1999   | 2006 | 2011 | 2016 |
| ------ | ------ | ------ | ------ | ------ | ------ | ---- | ---- | ---- |
| 13 401 | 21 263 | 22 975 | 21 073 | 26 609 | 27 500 | -    | -    | -    |

| 2019 | - | - | - | - | - | - | - | - |
| ---- | - | - | - | - | - | - | - | - |
| -    | - | - | - | - | - | - | - | - |

## Administració
| Període   | Identitat        | Partit |
| --------- | ---------------- | ------ |
| 1977-1994 | Claude Barande   | PS     |
| 1995      | Patrick Bouillot |        |
| 1995-     | Patrick Pujol    | UDF    |

## Agermanaments
- Torres Vedras
- Bridgend/Pen-y-bont ar Ogwr
- Seeheim-Jugenheim
- Blanes